# Arthur et les Minimoys (filme)
Arthur et les Minimoys (bra: Arthur e os Minimoys; prt: Artur e os Minimeus) é um filme francês de 2006, em língua inglesa, dos gêneros fantasia, animação e live-action, dirigido e coescrito pelo cineasta francês Luc Besson, com base em seus livros infantis Arthur et les Minimoys (2002) e Arthur et la Cité interdite (2003).

## Elenco
| Personagem        | Francês            | Inglês                  | Portugal                 |
| ----------------- | ------------------ | ----------------------- | ------------------------ |
| Artur             | Barbara Kelsch     | Freddie Highmore (ator) | André Raimundo           |
| Avó do Artur      | Frédérique Tirmont | Mia Farrow (atriz)      |                          |
| Avô do Artur      | Michel Duchaussoy  | Ron Crawford (ator)     | Rui Mendes               |
| Mãe do Artur      | Valérie Lemercier  | Penny Balfour (atriz)   |                          |
| Pai do Artur      | Jean-Paul Rouve    | Doug Rand (ator)        | José Pedro Vasconcelos   |
| Davido            | José Garcia        | Adam LeFevre (ator)     |                          |
| Princesa Selénia  | Mylène Farmer      | Madonna                 | Luciana Abreu            |
| Betameche         | Cartman            | Jimmy Fallon            | Pedro Granger            |
| Rei               | Jacques Frantz     | Robert De Niro          | Carlos Vieira de Almeida |
| Miro              |                    | Harvey Keitel           |                          |
| Mino              | Barbara Scaff      | Erik Per Sullivan       | Paula Neves              |
| Agente de viagens |                    | Chazz Palminteri        |                          |
| Porteiro          | Dick Rivers        | Emilio Estevez          |                          |
| Max               | Rohff              | Snoop Dogg              | Carlos Pacman Nobre      |
| Koolomasai        | Stomy Bugsy        | Anthony Anderson        |                          |
| Maltazard         | Alain Bashung      | David Bowie             |                          |
| Darkos            | Marc Lavoine       | Jason Bateman           |                          |

 Versão portuguesa
- Data de estreia: 2006-12-14[4]
- Estúdio: On Air[3]
- Direcção: José Jorge Duarte[3]
- Vozes: Carmen Santos,[4] Rita Blanco,[4] Paulo Oom,[4] Carlos Vieira de Almeida,[4] Heitor Lourenço,[4] Nuno Guerreiro,[4]  Bruno Ferreira,[4]  José Nobre,[4] João Craveiro,[4] Paulo B[4]

## Recepção
No consenso do agregador de críticas Rotten Tomatoes diz: "Arthur desperdiça seu grande elenco de vozes talentosas em um roteiro previsível e precárias animações CG". Na pontuação onde a equipe do site categoriza as opiniões da grande mídia e da mídia independente apenas como positivas ou negativas, o filme tem um índice de aprovação de 22% calculado com base em 92 comentários dos críticos. Por comparação, com as mesmas opiniões sendo calculadas usando uma média aritmética ponderada, a nota alcançada é 4,4/10.
Em outro agregador, o Metacritic, que calcula as notas das opiniões usando somente uma média aritmética ponderada de determinados veículos de comunicação em maior parte da grande mídia, tem uma pontuação de 39/100, alcançada com base em 22 avaliações da imprensa anexadas no site, com a indicação de "revisões geralmente desfavoráveis".